# جون (مدينة)
تقع جون البلدة اللبنانية المؤلفة من سبع تلال في قضاء الشوف في محافظة جبل لبنان وعلى بعد 13 كيلومترا من مدينة صيدا الساحلية.
تعني كلمة جون في السريانية الزاوية، وهي تؤلف في موقعها زاوية بين محافظتي جبل لبنان والجنوب.
يبلغ عدد سكان جون حوالي 7400 وهم من الروم الكاثوليك والشيعة والموارنة.

## تاريخ
جون بلدة قديمة يحرس أسفل تلالها معبد الاله الفينيقي أشمون القريب من مدينة صيدا.
في العام 1887، عيّن العثمانيون أول مجموعة من أبناء البلدة لرعاية شؤونها، وعرفت هذه اللجنة بالقوميسيون.
وكانت مؤلفة من الأغضاء:
عن الروم الكاثوليك: جرجس الشامي، متري مصوبع، أسعد خرياطي، مخائيل نبعة، يوسف جبران خوري.
عن الشيعة: حسين شمس الدين، حسين صالح.
عن الموارنة: إبراهيم يونس.
عن البروتستانت: يوسف كوسا.
وقد كانت مهمة هذه اللجنة رعاية شؤون البلدية الداخلية وتنظيم الأمور المتعلقة بالبيئة وبحياة المجتمع البومية من زراعة ومصادر ماء وضبط للأمن وللتعديات على الحريات العامة.
في شباط 1898، أصبح لهيئة القوميسيون ختم باسم بلدية جون، كما أصبح لكل عضو من أعضاء البلدية خنم باسمه يطبعه في ذيل كل محضر من محاضر الجلسات التي كانت تعقد.
وفي العام 1903، وضعت الدولة العثمانية قانون انتخابي للمجالس البلدية بدل التعيين... ومنذ ذلك الوقت تعاقب على بلدية جون عدة بلديات ساهمت في تقديم جون من حيث العمران المدني والاجتماعي.
تتميز جون بارتفاع نسبة المتعلمين بين أبنائها، بحيث تزيد على 95 %، بينهم أعضاء في المجلس النيابي، مطارنة، رؤساء عامون، قضاة، أطباء، محامون، مهندسون، نقباء، وموظفون في الدولة.
جون معروفة أيضا بحياتها الثقافية، أربعة على الأقل من أبنائها من الفنانين الذين أغنوا لبنان بعطاءاتهم، وهم الممثل الكوميدي شوشو، المطرب نصري شمس الدين، والممثل المسرحي ميشال نبعة، ومؤلف الموسيقى الشعبية ناصر مخول، والإعلامية نجوى قاسم.

## جون اليوم
لجون اليوم مجلسا بلديا مؤلفا من 15 عضو يرأسه العميد سليم خرياطي، ومكتبة عامة (مكتبة ميشال نبعة).
وفي جون ثلاث كنائس وجامع، وأربع مؤسسات تعليمية.
جون بلدة غنية بأشجار الزيتون والدوالي، ومعروفة بزيت الزيتون وصناعة الصابون.

## مواقع إلكترونية
http://books.google.com/books?hl=en&lr=&id=uvUKAAAAYAAJ&oi=fnd&pg=PR1&dq=memoirs+/+hester+stanhope+&ots=29pWpCDtFe&sig=jgUmW8oEsxUolsaUU4_y-oHcvjM#PPR1,M1
http://www.middleeast.com/joun.htm
http://www.lebarmy.gov.lb/article.asp?ln=ar&id=7806 نسخة محفوظة 9 فبراير 2013 على موقع واي باك مشين.